# Port lotniczy Iwanowo-Jużnyj
Port lotniczy Iwanowo-Jużnyj (Iwanowo-Południe, ros. Аэродром Иваново-Южный) – lotnisko cywilne położone ok. 7 km na południowy zachód od Iwanowa w Rosji.

## Kierunki lotów i linie lotnicze
| Linia lotnicza    | Kierunek                                           |
| ----------------- | -------------------------------------------------- |
| Ikar              | 1. Mineralne Wody 2. Królewiec 3. Sankt Petersburg |
| Nordwind Airlines | 1. Soczi                                           |

## Katastrofy i incydenty lotnicze
23 lipca 1987 roku w terenie lotniska doszło do katastrofy samolotu pasażerskiego Tu-134A-3 nr boczny CCCP-65874, należącego do linii lotniczych Aerofłot. W yniku zdarzenia, nikt nie zginął.
27 sierpnia 1992 roku w rejonie lotniska doszło do katastrofy samolotu Тu-134 nr boczny СССР-65058, należącego do linii lotniczych Aerofłot, który spadł na dom we wsi Leważyj Ług. W katastrofie, śmierć poniosły 84 osoby.